# John Charles Bignell jr.
John Charles Bignell (Den Haag, 24 november 1916 - Den Haag, 24 januari 1984) was een Nederlands kunsthandelaar, galeriehouder en taxateur. 

## Leven en werk
John Charles Bignell wordt geboren in Den Haag als zoon van kunsthandelaar en veilingmeester Charles John Robert Bignell en kleinzoon van kunstliefhebber John Charles Bignell sr. Na het overlijden van zijn vader leidt hij een kleine tien jaar de galerie/kunsthandel Esher Surrey die daarmee een tweede bloeiperiode lijkt door te maken. Ook leidt hij, tot de verkoop in 1977, het veilinghuis Van Marle en Bignell dat binnen enkele jaren na de verkoop ophoudt te bestaan. Mogelijk heeft hij daar vooral in beide bedrijven gewerkt en een aandeel gehad in de veilingen van roofkunst door Van Marle en Bignell tijdens de Tweede Wereldoorlog. Voor zover bekend is hij, in tegenstelling tot zijn vader, niet berecht voor collaboratie. 
Nadat de verkoop van - en zijn terugtreden bij - het veilinghuis, werkt Bignell vermoedelijk nog tot zijn plotselinge overlijden door een verkeersongeluk als onafhankelijk taxateur vanuit huis.

## Afbeeldingen

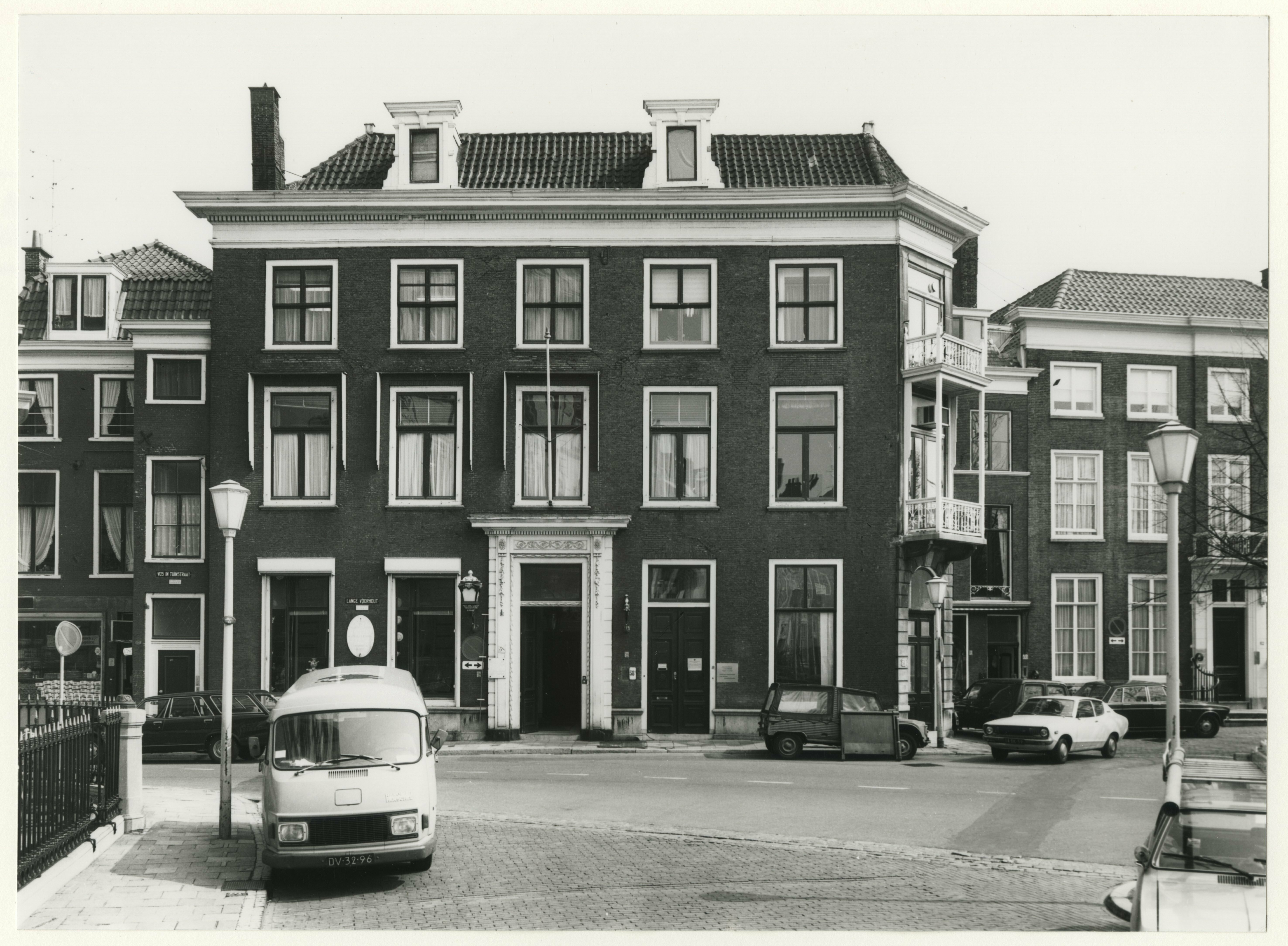
Lange Voorhout 58 in 1976 toen Van Marle en Bignell er nog gevestigd was
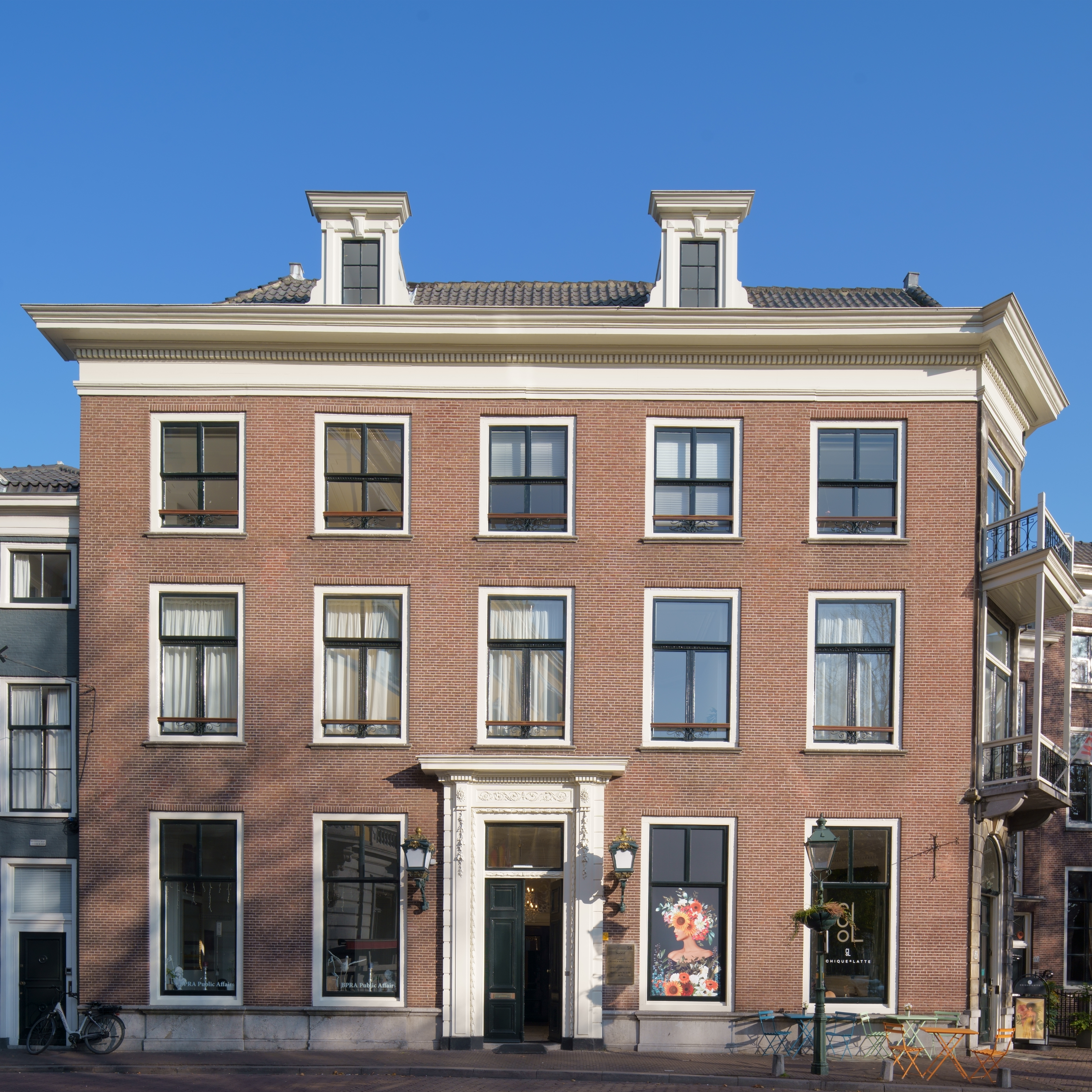
Voorgevel Lange Voorhout 58 in 2022